# Euploea dufresnii
Euploea dufresnii är en fjärilsart som beskrevs av Doubleday, William Chapman Hewitson och John Obadiah Westwood 1847. Euploea dufresnii ingår i släktet Euploea och familjen praktfjärilar. Inga underarter finns listade i Catalogue of Life.